# Homosexualitet

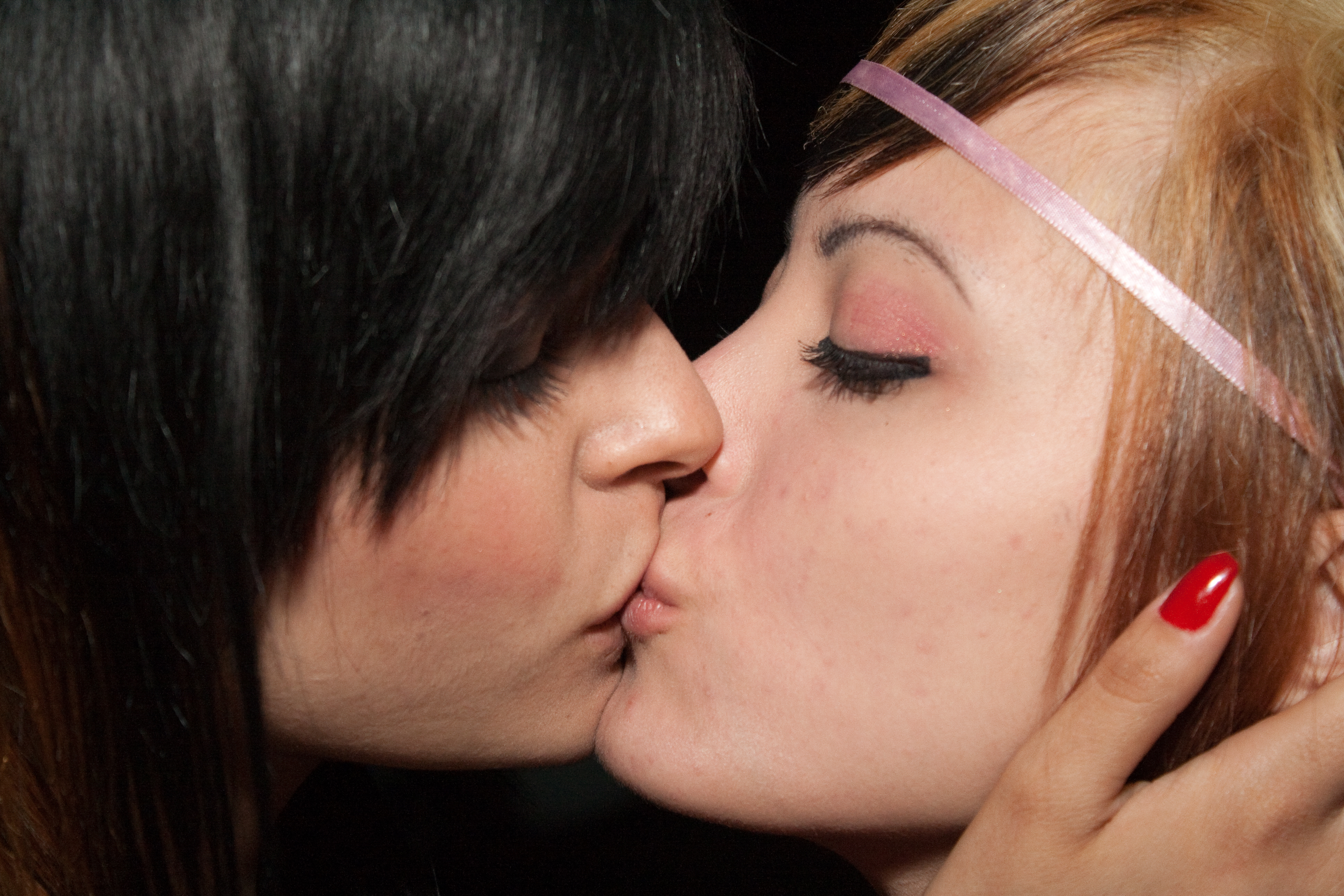
Två kvinnor som kysser varandra.

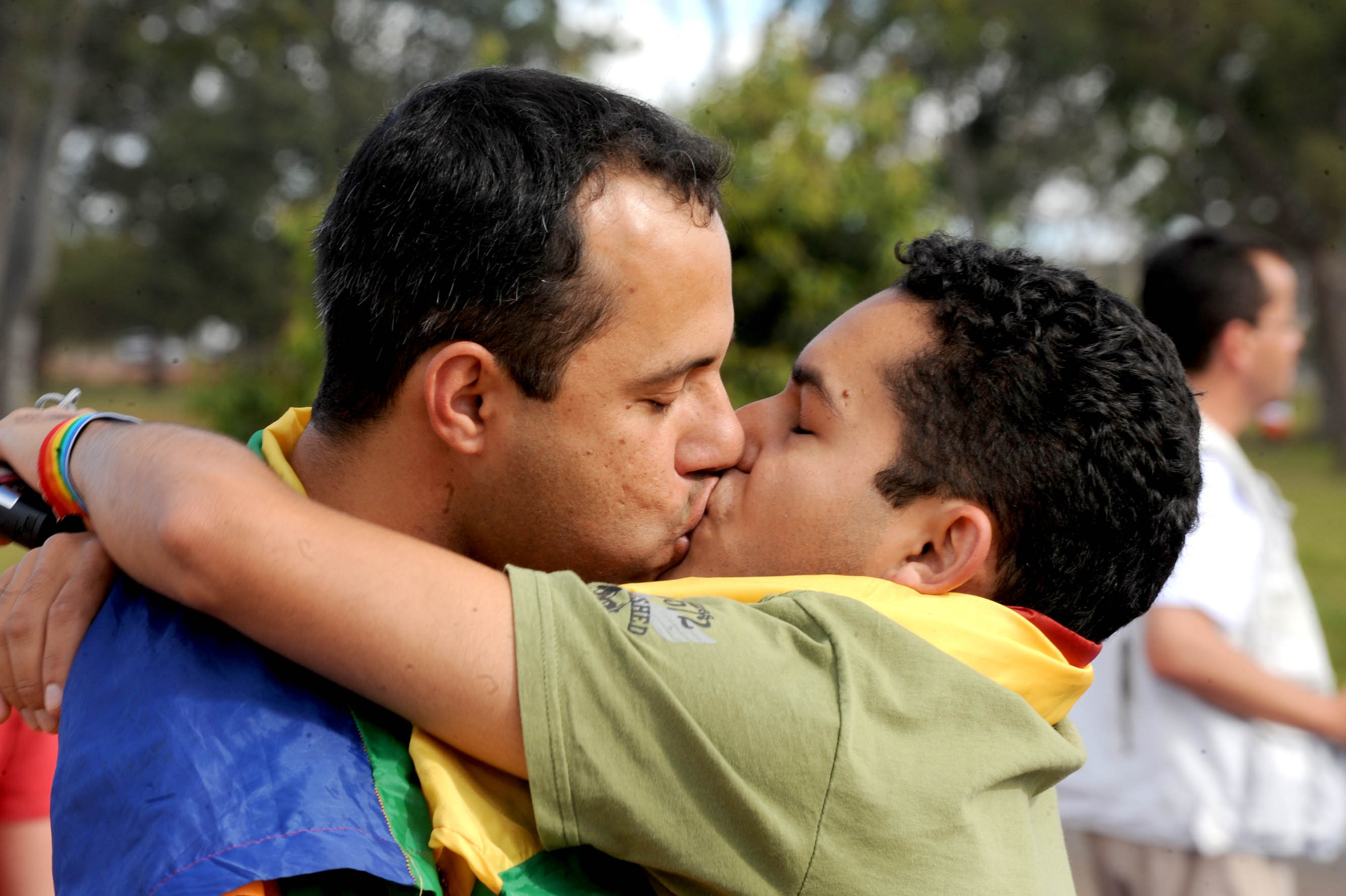
Två män som kysser varandra.

Homosexualitet kan syfta på sexuell attraktion eller kärlek till en person av samma kön, sexuellt beteende mellan organismer av samma kön eller en sexuell preferens för en organism av samma kön. När man beskriver det senare åsyftas en varaktig sexuell och romantisk attraktion till det egna könet, som inte nödvändigtvis avspeglas i det sexuella beteendet. Homosexualitet kontrasteras med heterosexualitet (attraktion, uppförande eller sexuell preferens mellan motsatta kön), bisexualitet (båda kön) och asexualitet (inget av könen).

## Etymologi

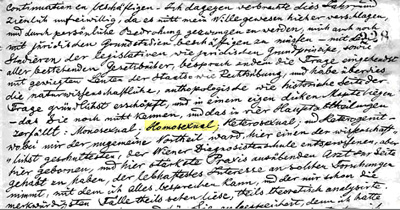
Första kända källan för ordet homosexuell, ur ett brev av den österrikisk-ungerska författaren Karl Maria Kertbeny.

Ordet homosexuell är en hybridordbildning, först känd från ett brev skrivet 1868 av författaren Karl Maria Kertbeny,
av grekiskans homόs, som betyder "samma" och latinets sexus som betyder "kön". I samma brev myntade han även uttrycket "heterosexualitet" som en antonym. Begreppen fick 1886 stor spridning i och med att Richard von Krafft-Ebing använde dem i sitt bokverk Psychopathia sexualis.
Bakgrunden för dessa och andra varianter var att det i modern tid, fram till mitten av 1800-talet, inte fanns någon klinisk  term för samkönad attraktion. Fyra år innan Kertbeny introducerade "homosexuell", myntade Karl Heinrich Ulrichs termen "uranism", där "urning" syftade på homosexuella män och "uringinnor" på kvinnor. 1870 myntade Carl Westphal uttrycket "konträr sexuell känsla". 1883 myntades begreppet Sexual inversion i Storbritannien, vilket härstammade från italiensk psykologisk litteratur. De olika termerna, och flera andra, användes parallellt kring sekelskiftet, men kring 1910 hade begreppet "homosexualitet" etablerats inom tysk klinisk litteratur vilket även innebar att begreppet hade fått fäste i svenska språket. I svenska dagstidingar dök ordet "homosexuell" upp första gången 1902, i och med att den tyska industrialisten Friedrich Alfred Krupps homosexeulla förbindelser avslöjades av tidningen Vorwärts.
Även om "homosexuell" åsyftar både mäns och kvinnors attraktion, förekommer även begreppet lesbisk vilket specifikt åsyftar kärlek mellan kvinnor. Begreppet alluderar på den grekiska lyrikern Sapfo från Lesbos, som i sin dikting uttryckte starka, romantiska känslor gentemot kvinnor. Ett annat äldre begrepp för en homosexuell kvinna är tribad. Order kommer från grekiskans tribas (τριβάς), från tribō (τρίβω) "gnugga".
Äldsta kända källan där homofil förekommer är från 1948, även om begreppet använts längre i talspråk.
Ordet bög har en omtvistad betydelse men kommer förmodligen från bögis, bonde på månsing. Knallar och gårdfarihandlare talade huvudsakligen om bönder som kunder eller som offer för bedrägeri, och den meningen importerades till Stockholm under stadens tillväxt till storstad omkring sekelskiftet. Där tog stadens underskikt, kriminella och prostituerade, över begreppet och gav det en ny betydelse i form av en potentiell kund, eller ett potentiellt offer för rån eller fickstöld. Med tiden kom begreppet att kopplas specifikt till manliga prostituerade och homosexuella män. Detta skulle ge ordet en snarlik men parallell etymologi till engelskans gay och tyskans schwul, som båda också ursprungligen benämnde prostituerade män i framväxande storstäder.
Alternativt kan bög komma från samma ursprung som engelskans bugger och franskans bougre, som båda har sitt ursprung i (förmodligen falska) rykten om bogomilerna, en kättarrörelse i Balkan. Katolska kyrkan, som utrotade sekten under medeltiden, anklagade dem och andra kättare för att uppmuntra sina medlemmar till analsex. Ordet buger som användes i svenskan parallellt med bög och bögis omkring år 1900, bland annat av August Strindberg, kom förmodligen från det här ursprunget, om inte annat.
Ordet flata tros anspela på en "okvinnlig" kroppsform.

## Historia

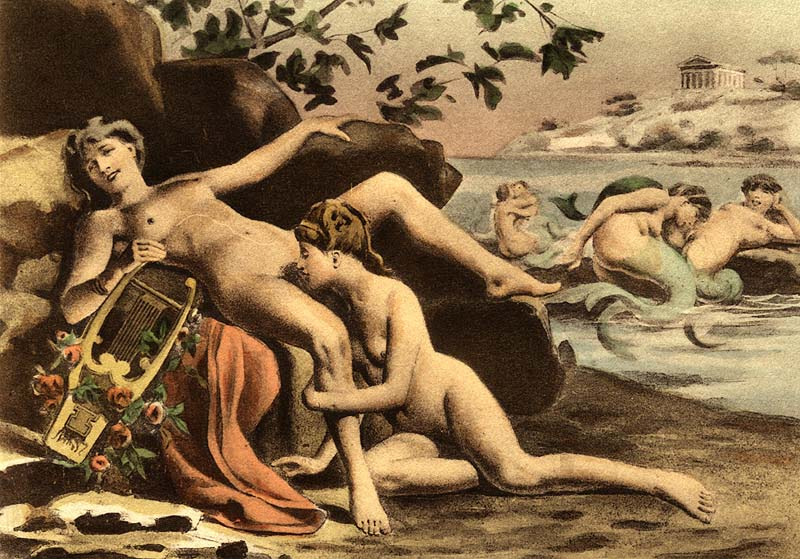
Erotisk fantasi av målaren Édouard-Henri Avril föreställande lyrikern Sapfo under sexakt med en annan kvinna i antikens Lesbos.

### Antiken
Flera kejsare i romerska riket hade enligt samtida historieskrivare manliga älskare. Dessa berättelser är dock ofta inlägg i debatten, och historieskrivarna visar starka tendenser till försvar av gamla republiken. Genomgående saknas dock närmare beskrivning av kvinnlig homosexualitet, mer än som något potentiellt farligt i vissa romerska källor. Sapfo är ett av de mest kända exemplen på kvinnlig homosexualitet under Antiken, då hon skrev dikter om att älska andra kvinnor. Ön hon bodde på kallas Lesbos och är även grunden till ordet lesbisk som vi använder idag.

### Kina
En av de äldsta beskrivningarna av manlig homosexualitet i Kina återfinns i Zhanguoce, ett verk från 300-talet f.Kr., och avser en härskare som levde cirka 100 år tidigare. Enligt Robert van Gulik återfinns sedan många berättelser från Handynastin, de sex dynastiernas period och Norra Songdynastin för att senare inte vara uppseendeväckande vanligt, men ändå mer tolererat än i Europa under Qingdynastin. Sexualhandböcker riktade sig uttryckligen till gifta par och innehöll, till skillnad från historieverk och romaner, inga beskrivningar av homosexualitet. Analysen av samkönade relationer i historieböckerna kunde variera mellan fördömande i de fall den ena parten skaffade sig otillbörliga fördelar, ofta i form av pengar eller makt, genom relationen, till prisande, när relationen inspirerade till konstnärliga verk.

### Medeltiden
I judisk-kristen kultur betraktas homosexualitet normalt som synd. Den bysantinske kejsaren Justinianus I införde på 500-talet dödsstraff för homosexuella, men i senare tidigmedeltida källor är straffet botgöring inom kyrkan. Dödsstraffet återkom genom kyrkliga reformer under högmedeltiden. Sexualbrott likställdes med kätteri, ett brott mot Gud, och de homosexuella blev offer för inkvisitionens härjningar. I Sverige nämns beskyllningar om manlig homosexualitet som ett okvädingsord i äldre västgötalagens (cirka 1280) rättslösabalk.
Under senmedeltiden i Frankrike kunde två personer av samma kön skriva ett juridiskt giltigt kontrakt "Affrérement" ("Broderskap", fritt översatt). Kontraktet skrevs med vittnen och en notarie, och undertecknarna lovade varandra i kontraktet att dela liv och tillgångar. Att denna form av kontrakt över huvud taget hade någon form av koppling till homosexualitet ifrågasätts dock av de flesta forskare.[källa behövs]

### Nya tiden

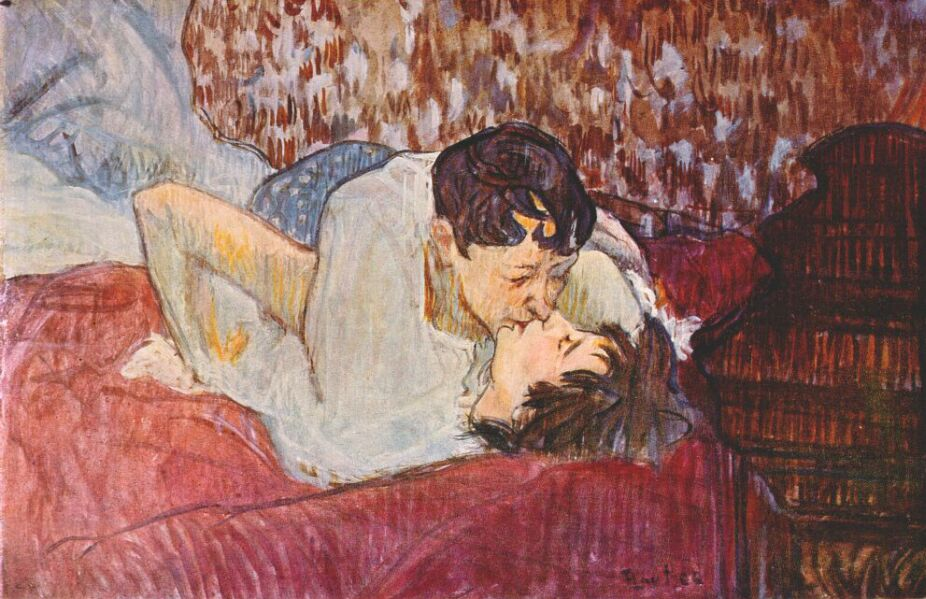
"Kyssen" av Henri de Toulouse-Lautrec

Under renässansen var fortfarande homosexuella handlingar strikt förbjudna. Det förekom dock subkulturer, och det fanns exempel på homoerotisk litteratur; ett exempel är Shakespeares sonetter[källa behövs].
I både det protestantiska och det katolska Europa betraktades manlig homosexualitet som en stor synd som var förbjuden med dödsstraff. Manlig homosexualitet betraktades som betydligt värre än kvinnlig, därför att samlag definierades som penetration, vilket innebar att lesbiska kvinnor per definition inte ansågs ägna sig åt sex. Kvinnliga homosexuella blev därför inte lika förföljda som manliga: i den minoritet av fall en kvinna ställdes inför rätta för homosexualitet var det mycket lättare för henne att bli frikänd än det var för en man, eftersom domstolarna vanligen krävde att den ena kvinnan hade klätt ut sig till en man och penetrerat den andra kvinnan med hjälp av ett redskap som en penisattrapp, för att en fällande dom skulle vara möjlig. Avrättningar av manliga homosexuella var betydligt vanligare, och den kanske största jakten på manliga homosexuella i Europa ägde rum i Nederländerna under 1700-talet, när hundratals män ska ha avrättats, många av dem sjömän.
Transvestism betraktades i sammanhanget som ett tecken på homosexualitet och det förekom avrättningar av transvestiter av båda könen för att ha burit det motsatta könets kläder, något som var förbjudet i bibeln.
Under 1800-talet hade homosexualitet alltmer kommit att bli betraktad som en sjukdom snarare än som en synd och alltmer belagd med fängelse och straffarbete snarare än avrättning, och det betraktades som sodomi. Under 1800- och 1900-talen, när homosexualitet alltmer började ses som en sjukdom, blev kvinnlig homosexualitet också uppmärksammad i lika hög grad som manlig.

#### Tyskland
Under kejsartiden i Berlin hade staden gjort sig ett rykte som en dekadent stad. Det var framförallt under 1920-talet som staden kom att bli ett centrum för homosexuella. 1922 ledde läkaren Magnus Hirschfeld världens första gaydemonstration i Berlin tillsammans med 400 andra män för att upphäva paragraf 175 i den tyska lagboken, en lag som förbjöd könsumgänge mellan män. Attityderna i Berlin under denna tid var att i stort sett allt var tillåtet. Detta ändrades efter nazisternas maktövertagande 1933. Omkring 10 000 homosexuella män sändes till koncentrationsläger och lesbiska trakasserades. Efter kriget 1945 och delningen av Berlin levde gaylivet vidare i vissa delar av Östberlin och i Västberlin expanderade gayklubbarna kring det redan välkända gayområdet kring Nollendorfplatz. Idag utgör Berlin åter en frizon och centrum för homosexuella, mycket tack vare stadens liberala regler. Efter Tysklands återförening har Berlins gayliv utökats ytterligare och Berlin är idag en av världens gaytätaste vad gäller antalet homosexuella samt antalet gayklubbar.

#### Nederländerna

Warmoesstraat i Amsterdam

På slutet av 1950-talet utgjorde Amsterdam ett centrum för homosexuella med både politiska organisationer och en egen subkultur. Antalet ställen för homosexuella att träffas på utökades och gatan Warmoesstraat fick en stor koncentration av gayställen.

#### USA
Under 1960-talet växte en politiskt medveten gayrörelse med rötter i främst San Francisco och New York fram som förde upp de homosexuellas rättigheter på den politiska dagordningen och predikade stolthet (pride) över den sexuella läggningen. Mycket av den moderna gayrörelsens grund går också här att söka i det upplopp 1969 efter ett polistillslag på den av homosexuella, och transpersoner, ofta besökta klubben Stonewall. San Francisco är idag känt för sin stora andel homosexuella samt att man även har USA:s största Pridefirande. Den liberala staden blev en tillflyktsort för homosexuella från andra mer konservativa delar av USA.

#### Sverige
Fram till 1944 kunde homosexuella samlag i Sverige bestraffas med straffarbete i högst två år. Efter en motion från Vilhelm Lundstedt 1933 började en avkriminalisering diskuteras, men inte förrän den moralkonservative justitieministern K.G. Westman avgick kunde homosexuella handlingar avkriminaliseras 1944. Sedan betraktades homosexualitet istället som en sjukdom fram till 1979. Sedan slutet av 1980-talet har homosexuella i Sverige gradvis fått allt högre grad erhållit lika rättigheter som heterosexuella, inklusive rätten till samkönad adoption (2003) och rätten att ingå samkönat äktenskap (2009).

## Homosexuellas villkor

### Äktenskap och registrerat partnerskap
Vissa av världens länder tillåter samkönat äktenskap eller registrerat partnerskap. Se även samkönad adoption.

### Att komma ut

Regnbågsflaggan är en symbol för homosexuell stolthet och kamp för likaberättigande. Symbolen omfattar även bisexuellas och transpersoners kamp.

Många homosexuella beskriver det som svårt att berätta att man är homosexuell för sin omgivning, främst med tanke på vad omgivningen ska tycka. Det finns flera rapporterade fall av hedersmord och självmord efter att homosexuella kommit ut.[källa behövs] Samtidigt upplevs processen nödvändig för att man ska kunna leva ärligt med sig själv. Många möter dock förstående föräldrar, anhöriga och kamrater. Nätverket Stolta Föräldrar till hbtq-barn deltar regelbundet i bland annat Stockholms Pride-festival.

### Förföljelse och fördomar
Världshälsoorganisationen klassificerade homosexualitet som en sinnessjukdom till 1990. Detta innebar att homosexuella i hela världen betraktades som sinnessjuka.
Under 1950-talets mccarthyism i USA pågick tillsammans med förföljelsen av kommunister också propaganda mot homosexuella, genom att i Världshälsoorganisationens ICD klassificera homosexualitet som en sinnessjukdom jämförbar med schizofreni, något som kritiker av homosexualitet fortfarande tidvis påstår. Homosexuella förföljdes under samma tid i Sovjetunionen, Kuba och alla andra länder som enligt dåvarande syn på homosexualitet betraktade dem som sjuka. Homosexualitet avfördes från ICD på begäran från en amerikansk organisation, American Psychological Association. Kina avförde homosexualitet som en sinnessjukdom först år 2001.
I Sverige sprids enligt RFSL Ungdom i dag fördomar inom skolan och i läroböcker om sexualitet och biologi. Exempelvis förekom att homosexuella beskrevs som pedofiler i undervisningslitteratur, både äldre sådan och i skolböcker som användes 2004. Dessa böcker har många skolor slutat använda.
Uppfattningen att homosexuella män alltid eller mycket oftare än genomsnittsbefolkningen är pedofiler är en fördom som leder till mycket problem för homosexuella.

### Homosexuellas villkor i världen

Världskarta över homosexuellas juridiska villkor.
Homosexualitet tillåtet
Samkönade äktenskap
Registrerat partnerskap el. dyl.
Inga juridiskt accepterade samkönade samlevnadsformer
Utländska samkönade äktenskap erkänns
Homosexualitet begränsad
Yttrandefriheten i HBTQ-frågor är begränsad
Homosexualitet förbjudet
Formellt förbjudet, men straff utmäts i praktiken inte
Straff upp till fängelse
Livstidsstraff
Dödsstraff

Juridiska och sociala villkor för homosexualitet varierar starkt i olika delar av världen. I allmänhet är mer sekulariserade länder i västvärlden mest tillåtande och mer religiöst präglade länder i exempelvis den muslimska världen mest restriktiva.

#### Afrika
Den 14 november 2006 antog Sydafrikas parlament med röstsiffrorna 230 för och 40 emot en ny lag som ger homosexuella i landet samma möjligheter som övriga medborgare att ingå äktenskap. Därmed blev Sydafrika det första afrikanska land att införa en könsneutral äktenskapslagstiftning. I Mauretanien kan muslimska män dömas till döden genom stening enligt en lag införd år 1984 men år 2016 hade ingen ännu avrättats. Kvinnor kan dömas till fängelse. I Nigeria kan homosexuella dömas till fängelse men vissa delstater har infört sharialagar och föreskriver dödsstraff för män. En lag ifrån januari 2016 förbjuder homosexuella från att hålla möten och bilda föreningar. I Somalia föreskriver lagen fängelse, men i landets södra delar har sharialag införts och homosexuella kan dömas till döden. I Sudan kan de som gripits tre gånger för homosexuella handlingar dömas till döden, första och andra gripandet har spöstraff och fängelse i straffskalan.

#### Asien
Det finns beskrivningar av homosexuellt beteende från Kina som går tillbaka till 500-talet f.Kr.[källa behövs] Från Japan finns minst 1 000 år gamla beskrivningar.[källa behövs] I inget av länderna sågs homosexuella handlingar i sig som omoraliska, varken av religionen eller samhället i stort även om ett överdrivet intresse för det egna eller motsatta könet ofta kritiserades då man ansåg att det ledde människor bort från deras samhälleliga plikter. Influenser under 1800-talet från väst förändrade dock gradvis synen på homosexualitet mot att likna västvärldens syn.
I dagens Japan finns inga lagar mot homosexualitet och det finns ett antal lagar som skyddar homosexuellas intressen. Det lokala styret i Tokyo har stiftat lagar mot diskriminering på grund av sexuell läggning i arbetslivet.
I Kina var homosexuella handlingar kriminella fram till 1997, när lagen om sodomi avskaffades. År 2001 avfördes homosexualitet från den officiella listan över mentala störningar. Samkönade äktenskap är inte tillåtna även om idén har framförts från etablerat håll (exempelvis av den kända sexologen Li Yinhe). I Hongkong avskaffades lagen om sodomi 1991 och i Taiwan lagstiftades i maj 2007 om förbud mot diskriminering av arbetare och arbetssökande på grund av sexuell läggning.
I Korea har homosexualitet länge varit ett relativt okänt fenomen och än idag diskuteras frågan sällan öppet. I Nordkorea är homosexualitet tillåtet, även om man från officiellt håll tar avstånd från den promiskuösa, klassbevarande och konsumtionsbetonade inställning som man anser att gay-kulturen i västvärlden förmedlar. I Sydkorea är homosexualitet tillåtet för civilpersoner, men att utöva sin homosexualitet klassas enligt artikel 92 i den militära brottsbalken som sexuella trakasserier och bestraffas med upp emot ett års fängelse.[källa behövs] Homosexualitet klassas även som en mentalsjukdom inom den sydkoreanska militären och kan leda till avsked eller tvångsintagning.[källa behövs]
I Afghanistan nämner inte lagarna specifikt homosexuella handlingar men artikel 130 i konstutitionen medger att sharialag tillämpas och därmed är homosexuella handlingar förbjudna med dödsstraff i straffskalan. Inga dödsstraff har utförts sedan talibanerna förlorade makten år 2001. Efter att talibanerna tagit över makten år 2021 har situationen blivit värre i Afghanistan för homosexuella. Man försöker även kriminalisera homosexualitet.

#### EU
Homosexuella relationer är lagliga i alla EU:s medlemsstater. Knappt hälften av länderna har någon typ av lagstiftning som tillåter samkönade par att registrera sina partnerskap, bland annat Danmark, Frankrike, Storbritannien, Sverige (under avveckling till förmån för äktenskap), Tjeckien och Tyskland. För tillfället tillåter Belgien, Nederländerna, Finland, Sverige, Danmark, Tyskland och Spanien äktenskap mellan personer av samma kön. Samkönade par har också rätt att bli prövade för adoption i Belgien, Nederländerna, Spanien, Sverige, Storbritannien. I Danmark och Tyskland kan dessa prövas för så kallad närståendeadoption.
Inom EU kräver man att medlemsstaterna inte får ha någon lagstiftning som förbjuder homosexuella relationer, eller lagstiftning som sätter myndighetsåldern för homosexuella relationer högre än den för heterosexuella dito.
Härtill måste alla medlemsländerna enligt direktiv 78/2000 förbjuda diskriminering på grund av sexuell läggning inom arbetslivet. Alla medlemsländerna har implementerat detta förbud i sin nationella lagstiftning, med Lettland som sista land år 2006.
I januari 2006 röstade Europaparlamentet med stor majoritet för en resolution som kraftigt fördömer homofobi och rekommenderar medlemsstaterna att likaställa homosexuella med heterosexuella i lag, samt att inte förbjuda prideparader och liknande. Alla de svenska ledamöterna röstade för resolutionen.

##### Sverige
I Sverige kan sedan den 1 maj 2009 två personer av samma kön ingå äktenskap. Från mitten på 1990-talet kunde de ingå registrerat partnerskap, vilket de nu kan välja att omvandla till äktenskap eller behålla som det är. Det finns en diskrimineringslag som förbjuder diskriminering på grund av sexuell läggning inom arbetslivet, utbildningsväsendet, vid erbjudande av varor, bostäder och tjänster och många andra samhällsområden.
Riksförbundet för homosexuellas, bisexuellas och transpersoners rättigheter, RFSL, kämpar för HBTQ-personers likaberättigande.

#### Mellanöstern
I Jemen kan enligt 1994 års strafflagar gifta män dömas till döden genom stening. Ogifta män kan dömas till piskrapp och upp till ett år i fängelse. Kvinnor kan dömas till maximalt sju år i fängelse. I Irans sharialagar kan homosexuellt samlag straffas med döden och män kan dömas till spöstraff för andra handlingar. Kvinnor kan dömas till spöstraff. Enligt Saudiarabiens tolkning av sharia-lag kan en gift muslimsk man eller en icke-muslimsk man som har en sexuell relation med en man dömas till döden genom stening. I Qatar gäller sharia-lagarna endast muslimer och omfattar alla utomäktenskapliga sexuella handlingar oavsett läggning. I Förenade arabemiraten är rättsläget oklart huruvida dödsstraffet skall tillämpas för homosexuella handlingar i konsensus eller endast för homosexuell våldtäkt. Enligt Amnesty International har inte dödsstraffet för homosexuella handlingar tillämpats. Alla utomäktenskapliga sexuella handlingar är straffbara.
Israel anses vara det mest toleranta landet i Mellanöstern till homosexuella.

#### USA
Högsta domstolen legaliserade 26 juni 2015 samkönade äktenskap i hela USA. Tidigare, 2003, ogiltigförklarade USA:s högsta domstolen flera delstatslagar som kriminaliserade sodomi.
Många delstater i USA följde dock inte högsta domstolens beslut och det var 2014 olagligt med sodomi i 12 delstater i USA.
Tidigare var öppet homosexuella förbjudna att tjänstgöra inom USA:s väpnade styrkor genom policyn "don't ask, don't tell", den 18 december 2010 röstade amerikanska senaten om förbudet och upphävde den med 65 för och 31 mot.

## Homosexualitet i djurvärlden
Efter publiceringen av Bruce Bagemihls Biological Exuberance: Animal Homosexuality and Natural Diversity 1999 har forskare i större skala börjat publicera sina observationer. Nu har vetenskapliga observationer visat på homosexuellt beteende hos cirka 1 500 djurarter. Bruce Bagemihl beskriver homosexuellt beteende hos olika arter, från elefanter och orangutanger till bananflugor och tarmmask. I boken skrivs även att homosexuella relationer ibland kan leda till evolutionära fördelar. Flera fall av svarta svanhannar som lever ihop i Australien har dokumenterats och de ägg som honorna lägger i deras reden innan de jagas bort, har hela tio gånger så stor chans att överleva jämfört med ungarna i ett heterosexuellt svanpar.

## Uppfattningar, teorier och forskning om homosexualitet
Homosexualitet klassas allmänt, precis som bi- och heterosexualitet, som en sexuell läggning. Det finns emellertid, och har historiskt funnits, olika uppfattningar om homosexualitet och en motvilja mot den. Likaså har homosexualitet, på samma sätt som andra läggningar, från socialkonstruktivistiskt håll setts som konstruerad. Denna punktlista skall inte ses som om de olika teorierna har en inbördes ordning. Under 2019 har man kunnat slå fast att det inte finns någon specifik gen som skulle orsaka homosexualitet. Dock fann man att fem genkombinationer var vanligare bland homosexuella.
- En teori är att hormonell påverkan i fosterlivet bidrar till att forma människors sexualitet. Flickfoster som utsätts för mycket testosteron och pojkfoster som utsätts för lite testosteron kan enligt teorin utveckla en homosexuell läggning.[44]
- En annan liknande teori går ut på att heterosexuella män har en epigenetisk modifiering som gör dem känsligare för påverkan från hormoner som testosteron och att heterosexuella kvinnor på motsvarande sätt har en epigenetisk modifiering som gör dem mindre känsliga för testosteron. Homosexualitet kan enligt teorin uppstå om ett flickfoster ärver ett metyliseringsmönster från sin far som ökar känsligheten för testosteron eller om ett pojkfoster ärver ett metyliseringsmönster från sin mor som minskar känsligheten för testosteron.[45]
- Inom psykologin har det tidigare funnits en tro att homosexualitet skulle vara en sjukdom, den bilden har förändrats kraftigt. The American Psychological Association (det amerikanska psykologförbundet) anser följande:

"Psykologer, psykoterapeuter och andra professionella personer är eniga om att homosexualitet inte är en sjukdom, psykisk störning eller känslomässigt problem. Över 35 år av objektiv, väl anpassad vetenskaplig forskning har visat att homosexualitet inte är förenad med mentala störningar eller emotionella eller sociala problem. Homosexualitet var en gång i tiden trott att vara en mental sjukdom därför att psykiatrin och samhället hade förvanskad information. Tidigare var studier av homosexuella, lesbiska och bisexuella människor enbart studier av de som gick i terapi, vilket gav förvanskade resultat. När forskarna examinerade data om personer som inte gick i terapi fann man snabbt att idén om att homosexualitet skulle vara en mental sjukdom var falsk."
- Ray Blanchard och hans forskningsteam har funnit att broderlig födelseordning visat sig ha en stor inverkan på utveckling av homosexualitet. Detta tros bero på H-Y antigenen och dess roll i den sexuella utvecklingen.[47] Forskare har även funnit att vänsterhänthet är vanligare bland homosexuella där homosexuella har 1,34 gånger fler vänsterhänta än heterosexuella. Resultaten pekar på att det rör sig om skillnader i den tidiga neuroutvecklingen.[48][49]
- Den feministiska tänkaren Shulamith Firestone menar att sexuell attraktion till människor oavsett kön är den mänskliga normen och att renodlad heterosexualitet är en produkt av den moderna familjen och patriarkatet. Se även queerteori.
- Teorierna om medfödd, genetisk eller på annat sätt förutbestämd sexualitet menar att homosexuella alltid har existerat, men verkat och synts mer eller mindre öppet. Vågorna av homosexualitet beror då på ett samhälles öppenhet och attityder.

## Andelen homosexuella
Att undersöka hur stor andel av en befolkning som är homosexuell är liksom för alla andra statistiska undersökningar förknippat med ett antal problem. Det första problemet är hur man definierar om en person är homosexuell. Detta definieras olika i olika undersökningar. I vissa undersökningar kan en homosexuell definieras som en person som betraktar sig som uteslutande homosexuell och inte alls attraheras av någon person av motsatt kön, medan andra undersökningar kan definiera en person som homosexuell om den har sexuella kontakter med personer av samma kön eller någon gång har känt sig dragen till personer av samma kön. Dessa olika sätt att definiera begreppet innebär förstås stora skillnader i resultatet av undersökningarna.
Ett annat problem, som är tydligare i de frågor som rör sexualitet än i andra statistiska undersökningar, är frågan hur undersökningen går till. Anonyma svar ger till exempel helt andra resultat än dörrknackning eller telefonuppringning. Sedan gäller, som alltid, frågan om tolkningen av materialet. Många undersökningar är gjorda med ett politiskt och/eller religiöst syfte, och de som gjort undersökningarna tolkar därför materialet för att passa dessa syften.

### Undersökningsresultat
Enligt Janus rapport från 1993 ansåg 4 procent av männen och 2 procent av kvinnorna sig vara homosexuella. 5 procent av männen och 3 procent av kvinnorna ansåg sig vara bisexuella. Enligt Mosher, Chandra och Jones rapport från 2005 ansåg sig 2,3 procent av männen och 1,8 procent av kvinnorna vara homosexuella. 1,8 procent av männen och 2,8 procent av kvinnorna ansåg sig vara bisexuella medan 3,9 procent av männen och 3,8 procent av kvinnorna ansåg sig vara något annat.
En undersökning som publicerades i Journal of Sex Research år 1991  hade 2 procent av alla tillfrågade män haft sexuella kontakter med en annan man under det senaste året. Vidare sade 3,3 procent att de hade haft sexuella kontakter med män ibland eller ofta under någon period av sitt liv.
År 1996 genomförde Statens folkhälsoinstitut tillsammans med RFSU undersökningen Sex i Sverige, där man lät 5 250 slumpmässigt och representativt utvalda individer mellan 18 och 74 år som var bosatta i Sverige svara på enkätfrågor om sexualitet. Noteras bör att bortfallet blev stort, 41 procent av svaren. Resultatet blev att 2,5 procent av de tillfrågade hade haft sexuella kontakter med personer av samma kön. Denna siffra stämde för både kvinnor och män. Undersökningen visade också att ca 0,5 procent av männen, och mindre än 0,5 procent av kvinnorna enbart haft sexuella kontakter med personer av samma kön.
I Shere Hites studie Rapport om mäns sexualitet från 1981, där 7 200 amerikanska män i åldrarna 13–97 år deltog, betraktade sig 9 procent av männen som homosexuella och 6 procent som bisexuella. I Alfred Kinseys rapport från 1948, "Sexual Behavior in the Human Male", visade det sig att 37 procent av de amerikanska männen ansåg sig någon gång mellan puberteten och ålderdomen ha upplevt en homosexuell kontakt som lett till orgasm, ytterligare 13 procent hade efter puberteten känt dragning till sitt eget kön utan att det lett till homosexuella kontakter och fyra procent hade efter puberteten levt som uteslutande homosexuella. Se vidare Kinsey-skalan.
Kinseys rapport fick stor uppmärksam när den kom ut i USA och blev kraftigt kritiserad på sina håll. Denna kritik kom dels från kulturkonservativa, dels från andra forskare som ifrågasatte Kinseys metodik. I en genomgång av undersökningsresultatet menar statistikerna Cochran, Mosteller och Turkey att undersökningen har utförts på ett ovetenskapligt och statistiskt undermåligt sätt. Den skall ha gjorts utan oberoende slumpmässigt urval eller andra metoder för att försäkra sig om att resultaten inte lider av metodfel, vilket medför att man kan inte dra några slutsatser om befolkningen som helhet utifrån dessa resultat. I Kinseys tidigaste undersökning bestod urvalet av bland annat interner, prostituerade samt män som svarade på annonser i tidningar för homosexuella, och resultatet ansågs därför aldrig representativt för hela populationen.
Försvararna av dessa undersökningar påpekar som fördelar att de är djupgående, ger utrymme för nyanserade svar och troligen ger färre oärliga svar. Dessutom anses eventuell fel bas knappast vara det problem som statistikerna hävdat, och en anpassning av Kinseys material efter vad som anses mer representativt har gett i stort sett samma siffror.

## Benämningar på homosexuella
Det finns och har funnits många benämningar på homosexuella, de flesta mer eller mindre nedlåtande. Ordet bög är idag ett ord för en homosexuell man, som anses vara neutralt av gayrörelsen som anammade begreppet för att göra det rumsrent. Ordet kan emellertid uppfattas som laddat eller nedlåtande. Homosexuella kvinnor benämnes ofta lesbiska. Ordet flata för lesbiska har genomgått en liknande skiftning i värdeladdning som bög, men i senare tid. Äldre ord för homosexuella, ofta med nedlåtande klang, är exempelvis lotus för kvinnor och fikus för män. Under senare hälften av artonhundratalet var kvinnohatare ett av de vanligaste skällsorden mot homosexuella män. Även buger, bög och homos förekom.
Det engelska ordet gay används ibland även i svenskan. Gayrörelsen lanserade ordet, som på motsvarande sätt som bög gått från att ha negativ klang till att bli en neutral vardagsbenämning. Hela HBT-världen, den subkultur som utgörs av homosexuella, bisexuella och transpersoner, omnämndes tidigare ofta "gayvärlden", ett språkbruk som är på tillbakagång men lever kvar i till exempel QX arrangemang Gaygalan. Ordet kan annars syfta på dels manliga homosexuella specifikt, dels homosexuella i allmänhet.